# Martin Braun (Orgelbauer)
Martin Braun (* 9. Juli 1808 in Hofen; † 17. September 1892 ebenda) war ein deutscher Orgelbauer der überwiegend in Südwürttemberg sowie Südbaden und der Schweiz tätig war.

## Leben
Martin Braun war verwandt mit dem Orgelbauer Anton Braun (1776–1840). Er soll von diesem und danach von Jacob Deutschmann in Wien ausgebildet worden sein. 1833 gründete er eine eigene Orgelwerkstatt die spätestens seit 1835 auch unter der Bezeichnung Martin Braun & Sohn bekannt war und beschäftigte 1847 sieben, 1875 dann acht Gesellen.
Übergehend ins jugendliche Alter zeichnete er 1820 die von Johann Georg Aichgasser 1777 geschaffene Disposition der St. Leodegar geweihte Kirche in Gammertingen.
Einem Schreiben vom 27. Dezember 1851 nach wird er wie folgt beschrieben: „Braun nämlich ist ein Meister in hohem Sinne, lebt nur in seiner und für seine Kunst, rückt alles daran, um wieder eine neue Vollendung zu erreichen, rechnet nicht, bis ihm die Mittel ausgegangen sind.“
Im Jahr 1859 erhielt Martin Braun den Auftrag, die bestehende Hauptorgel in der Pfarrkirche St. Mauritius in Appenzell zu besichtigen und einen Plan für ein neues Instrument vorzulegen.
Seine Söhne Johann Michael (1838–1893) und Matthias Braun übernahmen 1878 die Firma, die sich ab 1890 auf die Produktion von Zinnpfeifen spezialisierte. Im Jahr 1901 wurde Martin Eugen Braun (* 1872) letzter Inhaber der Werkstatt und verkaufte sie im Zuge der Inflation nach dem Ersten Weltkrieg. Er wanderte in die USA aus und war in St. Louis als Orgelbauer tätig.

## Werke

### Neubauten
| Jahr    | Ort                    | Gebäude                        | Bild | Manuale | Register | Bemerkungen |
| ------- | ---------------------- | ------------------------------ | ---- | ------- | -------- | --- |
| 1837    | Kolbingen              | Alte Pfarrkirche St. Xystus    |      | I/P     | 11       | op. 2, mechanische Schleiflade; heutige Friedhofskirche in Kolbingen                                                                                          |
| 1842/44 | Niederwihl             | Kath. Pfarrkirche              |      | II/P    | 15       | 1962 umdisponiert von Orgelbauer Bernhard Scudlik (Spaichingen).                                                                                              |
| 1848    | Neudingen              | Kath. Pfarrkirche              |      | I/P     | 14       | |
| 1853    | Möhringen an der Donau | Kath. Pfarrkirche              |      | II/P    | 18       | [ 6 ] |
| 1856    | St. Gallen             | Kirche St. Laurenzen           |      | III/P   | 25       | Architekt Johann Christoph Kunkler entwarf den neugotischen Prospekt; dieser und etwa 20 Register sind erhalten.                                              |
| 1857    | Konstanz               | Ev. Kirche                     |      |         |          | 1864 von Orgelbauer Konrad Albiez erworben und in St. Bartholomäus in Görwihl aufgestellt.                                                                    |
| 1858    | Hausen an der Aach     | St. Agatha                     |      |         |          | |
| 1861    | Ittendorf              | St. Martin                     |      | II/P    | 19       | erhalten, 1942 umgebaut, 2003 restauriert; Gehäuse von Merkur Neurohr                                                                                         |
| 1866    | Furtwangen             | Pfarrkirche St. Cyriak         |      | II/P    | 28       | 1979 ersetzt, Gehäuse erhalten |
| 1867    | Weinfelden             | Evang. Kirche                  |      | II/P    | 20       | 1921 ersetzt |
| 1871    | Luttingen              | Pfarrkirche St. Martin         |      | II/P    | 11       | 1935 Umbau unter Verwendung alter Register. |
| 1873    | Schluein               | St. Peter und Paul             |      | I/P     | 11       | 1981 Restauriert und rekonstruiert, geringfügig verändert erhalten                                                                                            |
| 1878    | Konstanz               | Konstanzer Münster             |      |         |          | unter Beibehaltung des Renaissance-Prospekts der 1520 von Hans Schentzer geschaffenen und von Matthäus Gutrecht bemalten Orgel; zwölf Register erhalten       |
| 1879    | Müllheim               | Herz-Jesu                      |      | II/P    | 18       | Originaldisposition von Orgelbau Pfaff aus Überlingen 1977 verändert, neuer Spieltisch und um ein Rückpositiv mit Schleifladen auf III/P/27 erweitert → Orgel |
| 1880    | Bachheim               | Pfarrkirche St. Peter und Paul |      | I/P     | 10       | [ 14 ] |
| 1880    | Döggingen              | Pfarrkirche Sankt Mauritius    |      | II/P    | 14       | [ 15 ] |
| 1882    | Mühlingen              | Pfarrkirche St. Martin         |      | II/P    | 14       | [ 16 ] |
| 1890    | Titisee-Neustadt       | Evang. Kirche                  |      | I/P     | 7        | nicht erhalten |
|         | Wieden (Schwarzwald)   | Pfarrkirche Allerheiligen      |      |         |          | 1901 ersetzt |
|         | Walldorf bei Mißbach   |                                |      |         | 18       | [ 9 ] |

### Umbauten
- 1875: Pfarrkirche St. Sigismund und Waldburga in Muotathal

### Reparaturen
- Konstanzer Münster: Eine Quelle belegt eine Reparatur durch Anton Hieber 1845 und eine Reparatur aus dem Jahre 1851 durch Martin Braun sowie einen Neubau mit seinem Sohn Michael Braun 1853.[18] Ein anderes Datum für den Neubau der Orgel wird mit 1858 angegeben.